# 林家のん平
林家 のん平（はやしや のんぺい、1956年8月16日 - ）は、落語協会に所属する落語家。

## 経歴
1974年10月、初代林家三平に入門。1975年、前座となる。前座名は「のん平」。
1979年5月、柳家小ゑん、林家しん平と共に二ツ目昇進。1980年に師匠三平が死去した為兄弟子の林家こん平門下へ移籍。
1992年3月、真打昇進。

## 人物
- 裁判員をやったことがある。[要出典]